# Bjerringbro Gymnasium
Bjerringbro Gymnasium er et mindre gymnasium i Bjerringbro mellem Randers og Viborg.
Gymnasiet, der ligger i udkanten af Bjerringbro, er tegnet af arkitekterne Friis og Moltke og opført i 1980/1981. Skolen har været en af foregangsskolerne inden for udviklingen af bioteknologisk undervisning i Danmark. 
Skolen har ca. 12 klasser.  
Skolens studieretninger inddeles under 3 søjler: Herunder BeScience, BeGlobal & Business
- Business: Herunder (matA/iøB/samfB) & (matA/iøB/fysB)  
- BeGlobal: Herunder bla.a (samfA/engA) & (spanskA/engA) & (franskA/engA)  
- BeScience: Herunder (matA/bioteknologiA/fysikB) & (matA/fysA/kemiB)    

Gymnasiet holder i løbet af året 6 fester, som er arrangeret af eleverne i Festudvalget.
- Udover festudvalget, er der også Elevråd, Aktivitetsudvalg, Caféudvalg mv.

Aktivitetsudvalget laver fællestimer på tværs af klasserne, hvor de f.eks. har arrangeret besøg og andre spændende foredrag og shows.
- Én gang om året er der fælles juleklip, forårskoncert, 1.g hyttetur, sportsdag og prom.

- Udlandsture indebærer: tur med sproghold (Tyskland/Frankrig/Spanien) + skolerejse til Bruxelles hver 3 år. Derudover udlandstur med studieretning (F.eks: Spanien for Businnes, Frankrig for BeGlobal, og Tanzania for BeScience)

- Desuden bruger skolen Lectio og Teams, hvor der kan tjekkes skema, karakterer og  afleveringer.

Rektor er Claus Smedegaard Kjeldsen, ansat 1.  marts 2022.